# Gustavo Martínez Doreste
Gustavo Martínez Doreste (Las Palmas de Gran Canaria, 21 de marzo de 1975) es un deportista español que compitió en vela en la clase 470.
Ganó dos medallas de bronce en el Campeonato Mundial de 470, en los años 2002 y 2003, y una medalla de bronce en el Campeonato Europeo de 470 de 2000. Participó en dos Juegos Olímpicos de Verano, ocupando el décimo lugar en Sídney 2000 y el 20.º en Atenas 2004.

## Palmarés internacional
| \| Campeonato Mundial \| Campeonato Mundial \| Campeonato Mundial \| Campeonato Mundial \| \| Año \| Lugar \| Medalla \| Clase \| \| ------------------ \| ------------------- \| ------------------ \| ------------------ \| \| 2002 \| Cagliari ( Italia) \| Medalla de bronce \| 470 \| \| 2003 \| Cádiz ( España) \| Medalla de bronce \| 470 \| \| Campeonato Europeo \| \| \| \| \| Año \| Lugar \| Medalla \| Clase \| \| 2000 \| Malcesine ( Italia) \| Medalla de bronce \| 470 \| |                     |                   |       |
| Campeonato Mundial |                     |                   |       |
| Año | Lugar               | Medalla           | Clase |
| 2002 | Cagliari ( Italia)  | Medalla de bronce | 470   |
| 2003 | Cádiz ( España)     | Medalla de bronce | 470   |
| Campeonato Europeo |                     |                   |       |
| Año | Lugar               | Medalla           | Clase |
| 2000 | Malcesine ( Italia) | Medalla de bronce | 470   |